# David di Donatello 2019

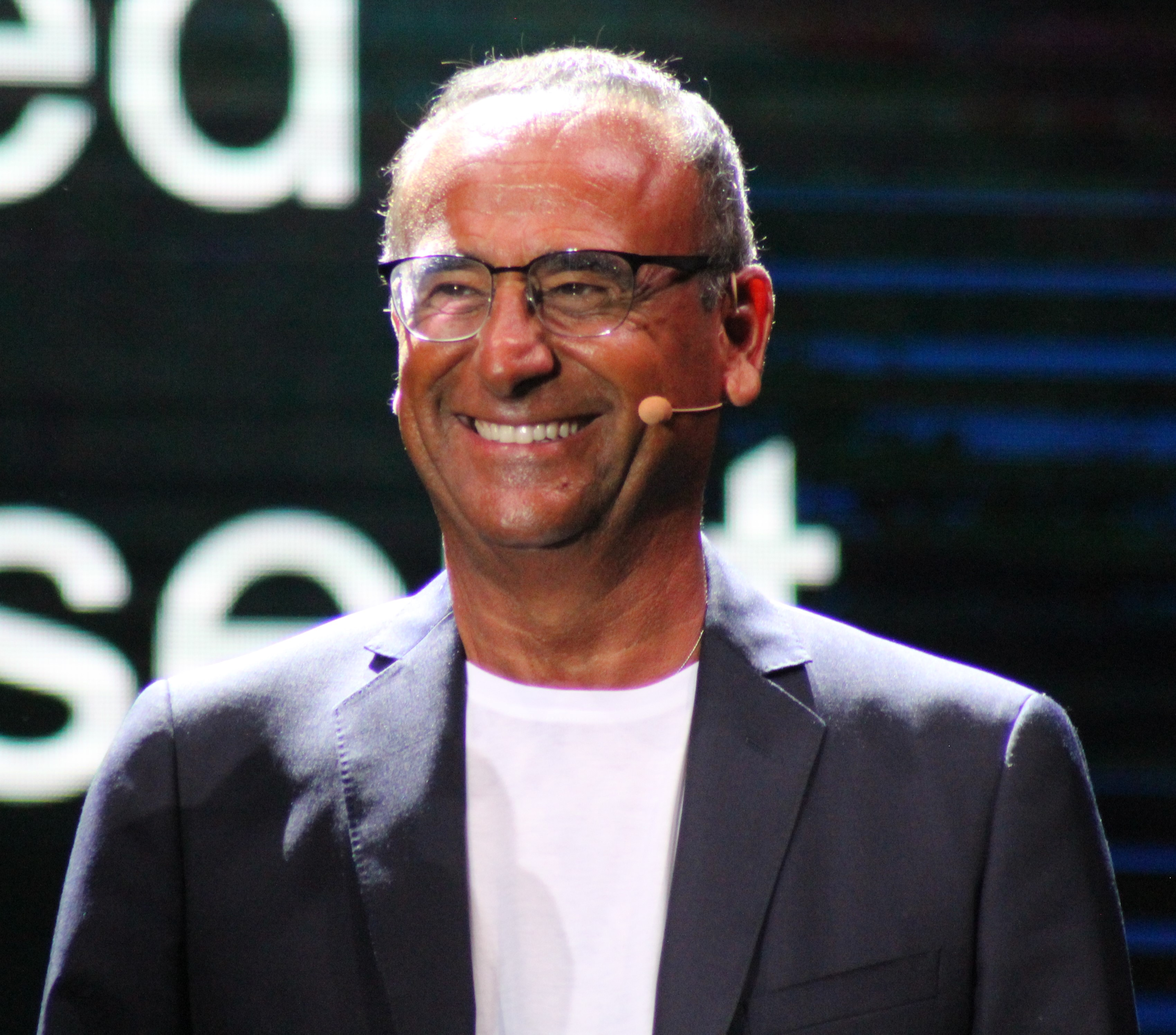
Carlo Conti presentatore della cerimonia.

La cerimonia di premiazione della 64ª edizione dei David di Donatello si è svolta il 27 marzo 2019 a Roma.
Trasmessa in diretta in prima serata su Rai 1, è stata condotta da Carlo Conti.
A presentare i candidati durante la serata è stata la voce del doppiatore Roberto Pedicini.
L’edizione 2019 ha introdotto una serie di riforme del regolamento dei premi. Fra le numerose novità, una nuova giuria e la modifica del sistema di voto, entrambi adeguati ai modelli proposti dai grandi riconoscimenti internazionali; nuove regole di ammissione dei film che concorrono all'assegnazione dei premi e la nascita del David dello spettatore.
Le candidature sono state annunciate il 19 febbraio 2019.
I film che hanno ottenuto il maggior numero di candidature sono stati: Dogman con 16 candidature, Capri-Revolution e Chiamami col tuo nome con 13, Loro con 12.

## Vincitori e candidati
I vincitori sono indicati in grassetto, a seguire gli altri candidati.
Miglior film
- Dogman, regia di Matteo Garrone
- Chiamami col tuo nome (Call Me by Your Name), regia di Luca Guadagnino
- Euforia, regia di Valeria Golino
- Lazzaro felice, regia di Alice Rohrwacher
- Sulla mia pelle, regia di Alessio Cremonini

Miglior regista
- Matteo Garrone - Dogman
- Mario Martone - Capri-Revolution
- Luca Guadagnino - Chiamami col tuo nome (Call Me by Your Name)
- Valeria Golino - Euforia
- Alice Rohrwacher - Lazzaro felice

Miglior regista esordiente
- Alessio Cremonini - Sulla mia pelle
- Luca Facchini - Fabrizio De André - Principe libero
- Simone Spada - Hotel Gagarin
- Fabio e Damiano D'Innocenzo - La terra dell'abbastanza
- Valerio Mastandrea - Ride

Migliore sceneggiatura originale
- Ugo Chiti, Massimo Gaudioso, Matteo Garrone - Dogman
- Francesca Marciano, Valia Santella, Valeria Golino - Euforia
- Fabio e Damiano D'Innocenzo - La terra dell'abbastanza
- Alice Rohrwacher - Lazzaro felice
- Alessio Cremonini, Lisa Nur Sultan - Sulla mia pelle

Migliore sceneggiatura adattata
- Luca Guadagnino, Walter Fasano, James Ivory - Chiamami col tuo nome (Call Me by Your Name)
- Stephen Amidon, Francesca Archibugi, Paolo Virzì, Francesco Piccolo - Ella & John - The Leisure Seeker (The Leisure Seeker)
- Stefano Mordini, Massimiliano Catoni - Il testimone invisibile
- Zerocalcare, Oscar Glioti, Valerio Mastandrea, Johnny Palomba - La profezia dell'armadillo
- Luca Miniero, Nicola Guaglianone - Sono tornato

Miglior produttore
- Cinemaundici, Lucky Red - Sulla mia pelle
- Howard Rosenman, Peter Spears, Luca Guadagnino, Emilie Georges, Rodrigo Teixeira, Marco Morabito, James Ivory - Chiamami col tuo nome (Call Me by Your Name)
- Archimede, Rai Cinema, Le Pacte - Dogman
- Agostino Saccà, Maria Grazia Saccà e Giuseppe Saccà per Pepito Produzioni, con Rai Cinema - La terra dell'abbastanza
- Carlo Cresto-Dina per Tempesta con Rai Cinema in coproduzione con Amka Films Productions, Ad Vitam Production, KNM, Pola Pandora - Lazzaro felice

Migliore attrice protagonista
- Elena Sofia Ricci - Loro
- Marianna Fontana - Capri-Revolution
- Pina Turco - Il vizio della speranza
- Alba Rohrwacher - Troppa grazia
- Anna Foglietta - Un giorno all'improvviso

Miglior attore protagonista
- Alessandro Borghi - Sulla mia pelle
- Marcello Fonte - Dogman
- Riccardo Scamarcio - Euforia
- Luca Marinelli - Fabrizio De André - Principe libero
- Toni Servillo - Loro

Migliore attrice non protagonista
- Marina Confalone - Il vizio della speranza
- Donatella Finocchiaro - Capri-Revolution
- Nicoletta Braschi - Lazzaro felice
- Kasia Smutniak - Loro
- Jasmine Trinca - Sulla mia pelle

Miglior attore non protagonista
- Edoardo Pesce - Dogman
- Massimo Ghini - A casa tutti bene
- Valerio Mastandrea - Euforia
- Ennio Fantastichini - Fabrizio De André - Principe libero
- Fabrizio Bentivoglio - Loro

Migliore autore della fotografia
- Nicolaj Brüel - Dogman
- Michele D'Attanasio - Capri-Revolution
- Sayomphu Mukdiphrom - Chiamami col tuo nome (Call Me by Your Name)
- Paolo Carnera - La terra dell'abbastanza
- Hélène Louvart - Lazzaro felice

Miglior musicista
- Apparat e Philipp Thimm - Capri-Revolution
- Nicola Piovani - A casa tutti bene
- Nicola Tescari - Euforia
- Lele Marchitelli - Loro
- Mokadelic - Sulla mia pelle
- Michele Braga - Dogman

Migliore canzone originale
- Mystery of Love (musica e testo di Sufjan Stevens, interpretata da Sufjan Stevens) - Chiamami col tuo nome (Call Me by Your Name)
- L'invenzione di un poeta (musica di Nicola Piovani, testo di Aisha Cerami e Nicola Piovani, interpretata da Tosca) - A casa tutti bene
- Araceae (musica di Apparat e Philipp Thimm, testo di Simon Brambell, interpretata dai Apparat) - Capri-Revolution
- 'A speranza (musica e testo di Enzo Avitabile, interpretata da Enzo Avitabile) - Il vizio della speranza
- 'Na gelosia (musica di Lele Marchitelli, testo di Peppe Servillo, interpretata da Toni Servillo) - Loro

Miglior scenografo
- Dimitri Capuani - Dogman
- Giancarlo Muselli - Capri-Revolution
- Samuel Deshors - Chiamami col tuo nome (Call Me by Your Name)
- Emita Frigato - Lazzaro felice
- Stefania Cella - Loro

Miglior costumista
- Ursula Patzak - Capri-Revolution
- Giulia Piersanti - Chiamami col tuo nome (Call Me by Your Name)
- Massimo Cantini Parrini - Dogman
- Loredana Buscemi - Lazzaro felice
- Carlo Poggioli - Loro

Miglior truccatore
- Dalia Colli e Lorenzo Tamburini - Dogman
- Alessandro D'Anna - Capri-Revolution
- Fernanda Perez - Chiamami col tuo nome (Call Me by Your Name)
- Maurizio Silvi - Loro
- Roberto Pastore - Sulla mia pelle

Miglior acconciatore
- Aldo Signoretti - Loro
- Gaetano Panico - Capri-Revolution
- Manolo Garcia - Chiamami col tuo nome (Call Me by Your Name)
- Daniela Tartari - Dogman
- Massimo Gattabrusi - Moschettieri del re - La penultima missione

Miglior montatore
- Marco Spoletini - Dogman
- Jacopo Quadri, Natalie Cristiani - Capri-Revolution
- Walter Fasano - Chiamami col tuo nome (Call Me by Your Name)
- Giogiò Franchini - Euforia
- Chiara Vullo - Sulla mia pelle

Miglior suono
- Dogman
- Capri-Revolution
- Chiamami col tuo nome (Call Me by Your Name)
- Lazzaro felice
- Loro

Migliori effetti speciali visivi
- Víctor Pérez - Il ragazzo invisibile - Seconda generazione
- Sara Paesani e Rodolfo Migliari - Capri-Revolution
- Rodolfo Migliari - Dogman
- Rodolfo Migliari e Monica Galantucci - La Befana vien di notte
- Simone Coco e James Woods - Loro
- Giuseppe Squillaci - Michelangelo - Infinito

Miglior documentario
- Santiago, Italia, regia di Nanni Moretti
- Arrivederci Saigon, regia di Wilma Labate
- Friedkin Uncut, regia di Francesco Zippel
- L'arte viva di Julian Schnabel, regia di Pappi Corsicato
- La strada dei Samouni, regia di Stefano Savona

Miglior film straniero
- Roma, regia di Alfonso Cuarón[1]
- Bohemian Rhapsody, regia di Bryan Singer
- Cold War (Zimna wojna), regia di Paweł Pawlikowski
- Il filo nascosto (Phantom Thread), regia di Paul Thomas Anderson
- Tre manifesti a Ebbing, Missouri (Three Billboards Outside Ebbing, Missouri), regia di Martin McDonagh

Miglior cortometraggio
- Frontiera, regia di Alessandro Di Gregorio[1]
- Il nostro concerto, regia di Francesco Piras
- Im Bären, regia di Lilian Sassanelli
- Magic Alps, regia di Andrea Brusa e Marco Scotuzzi
- Yousef, regia di Mohamed Hossameldin

David Giovani
- Sulla mia pelle, regia di Alessio Cremonini
- Chiamami col tuo nome (Call Me by Your Name), regia di Luca Guadagnino
- Dogman, regia di Matteo Garrone
- Euforia, regia di Valeria Golino
- Moschettieri del re - La penultima missione, regia di Giovanni Veronesi

David dello spettatore
- A casa tutti bene, regia di Gabriele Muccino

David speciale
- Tim Burton - alla carriera[4]
- Dario Argento[5]
- Francesca Lo Schiavo[6]
- Uma Thurman[7]